# Équipe de Belgique de hockey sur gazon
Maillots
L'équipe de Belgique de hockey sur gazon représente la Belgique dans le hockey sur gazon international masculin et est contrôlée par l'Association Royale Belge de Hockey, l'instance dirigeante du hockey sur gazon en Belgique.
La Belgique a remporté la Coupe du monde masculine de hockey sur gazon en 2018, le championnat d'Europe en 2019, la Ligue professionnelle 2020-2021 et la médaille d'or aux Jeux olympiques d'été de 2020. Ils ont également remporté une médaille d'argent et une médaille de bronze aux Jeux olympiques d'été de 2016 et de 1920, respectivement. Ils ont atteint huit demi-finales au Championnat d'Europe depuis 1995, dont une troisième place en 2007 et des finalistes en 2013 et 2017.

## Histoire
Le hockey a été introduit en Belgique en 1902. Le premier club du pays a été fondé en 1904. En 1907, plusieurs clubs ont créé l'Association belge de hockey. La Belgique a joué son premier match international contre l'Allemagne et a été l'un des membres fondateurs de la Fédération internationale de hockey (FIH).
Entre 1920 et 1978, la Belgique a participé à deux des trois premières Coupes du monde et à onze des treize Jeux olympiques d'été. Après les premières années couronnées de succès (avant les années 1950) avec trois places parmi les cinq meilleurs aux Jeux olympiques d'été, il faudra six décennies avant que la Belgique n'atteigne à nouveau le sommet international du hockey sur gazon à partir des années 1990.
Au début des années 2000, l'Association Royale Belge de Hockey a commencé à investir massivement dans la jeunesse et a modernisé ses structures. En 2007, la Belgique a remporté la médaille de bronze au Championnat d'Europe, une première dans l'histoire du pays. La Belgique s'est également qualifiée pour les Jeux olympiques d'été de 2008, pour la première fois en 32 ans.
La Belgique a remporté une médaille d'argent aux Jeux olympiques d'été de 2016, une deuxième médaille après que la Belgique ait terminé troisième aux Jeux olympiques d'été de 1920 à Anvers. Deux ans plus tard, la Belgique a remporté la Coupe du monde 2018. Il s'agit du premier titre international majeur de l'histoire du pays. Un an plus tard, la Belgique a remporté la médaille d'or au Championnat d'Europe qui s'est déroulé à Anvers. Ils ont obtenu leur deuxième médaille olympique consécutive en gagnant le match pour la médaille d'or aux Jeux olympiques d'été de 2020.

## Palmarès
Jeux olympiques
- Champion : 2020
- Vice-champion : 2016
- Troisième : 1920

Coupe du monde
- Champion : 2018
- Vice-champion : 2023

Championnat d'Europe
- Champion : 2019
- Vice-champion : 2013 et 2017
- Troisième : 2007 et 2021 et 2023

Ligue professionnelle
- Champion : 2020-2021
- Vice-champion : 2019 et 2021-2022 et 2024-2025
- Troisième : 2022-2023

Ligue mondiale
- Vice-champion : 2014-2015

Champions Challenge
- Champion : 2011
- Troisième : 2005

Trophée national du Mérite sportif
- Vainqueurs : 1959 et 2019

Sportif belge de l'année
- Vainqueurs : 2012, 2016, 2018, 2019 et 2021

## Histoire dans les tournois
Une case rouge autour de l'année indique un tournoi joué en Belgique.

### Jeux olympiques

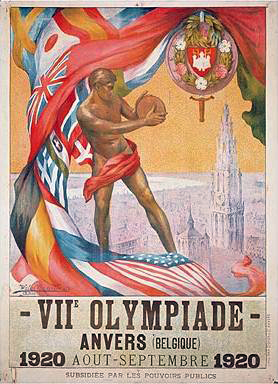
En 1920, l'équipe belge de hockey sur gazon a remporté la médaille de bronze à domicile, au Stade olympique à Anvers.

| Record aux Jeux olympiques | Record aux Jeux olympiques | Record aux Jeux olympiques | Record aux Jeux olympiques | Record aux Jeux olympiques | Record aux Jeux olympiques | Record aux Jeux olympiques | Record aux Jeux olympiques | Record aux Jeux olympiques | Record aux Jeux olympiques |
| Année                      | Tour                       | Position                   | J                          | V                          | N*                         | D                          | BP                         | BC                         |                            |
| -------------------------- | -------------------------- | -------------------------- | -------------------------- | -------------------------- | -------------------------- | -------------------------- | -------------------------- | -------------------------- | -------------------------- |
| 1908                       | N'a pas participé          | N'a pas participé          | N'a pas participé          | N'a pas participé          | N'a pas participé          | N'a pas participé          | N'a pas participé          | N'a pas participé          |                            |
| 1912                       | N'a pas lieu               | N'a pas lieu               | N'a pas lieu               | N'a pas lieu               | N'a pas lieu               | N'a pas lieu               | N'a pas lieu               | N'a pas lieu               |                            |
| 1920                       | Médaille de bronze         | 3e                         | 3                          | 1                          | 0                          | 2                          | 6                          | 19                         |                            |
| 1924                       | N'a pas lieu               | N'a pas lieu               | N'a pas lieu               | N'a pas lieu               | N'a pas lieu               | N'a pas lieu               | N'a pas lieu               | N'a pas lieu               |                            |
| 1928                       | Quatrième                  | 4e                         | 5                          | 3                          | 0                          | 2                          | 8                          | 12                         |                            |
| 1932                       | N'a pas participé          | N'a pas participé          | N'a pas participé          | N'a pas participé          | N'a pas participé          | N'a pas participé          | N'a pas participé          | N'a pas participé          |                            |
| 1936                       | Phase de groupes           | 9e                         | 3                          | 0                          | 2                          | 1                          | 5                          | 8                          |                            |
| 1948                       | Phase de groupes           | 5e                         | 4                          | 2                          | 0                          | 2                          | 6                          | 8                          |                            |
| 1952                       | Deuxième tour              | 9e                         | 2                          | 1                          | 0                          | 1                          | 6                          | 1                          |                            |
| 1956                       | Phase de groupes           | 7e                         | 3                          | 0                          | 1                          | 2                          | 0                          | 5                          |                            |
| 1960                       | Phase de groupes           | 11e                        | 5                          | 1                          | 1                          | 3                          | 7                          | 9                          |                            |
| 1964                       | Phase de groupes           | 11e                        | 7                          | 2                          | 2                          | 3                          | 10                         | 13                         |                            |
| 1968                       | Phase de groupes           | 9e                         | 8                          | 4                          | 1                          | 3                          | 17                         | 9                          |                            |
| 1972                       | Phase de groupes           | 10e                        | 8                          | 2                          | 1                          | 5                          | 9                          | 16                         |                            |
| 1976                       | Phase de groupes           | 9e                         | 6                          | 3                          | 0                          | 3                          | 11                         | 19                         |                            |
| 1980 jusqu'à 2004          | Ne s'est pas qualifiée     | Ne s'est pas qualifiée     | Ne s'est pas qualifiée     | Ne s'est pas qualifiée     | Ne s'est pas qualifiée     | Ne s'est pas qualifiée     | Ne s'est pas qualifiée     | Ne s'est pas qualifiée     |                            |
| 2008                       | Phase de groupes           | 9e                         | 6                          | 2                          | 1                          | 3                          | 12                         | 13                         |                            |
| 2012                       | Phase de groupes           | 5e                         | 6                          | 3                          | 1                          | 2                          | 13                         | 9                          |                            |
| 2016                       | Vice-champion              | 2e                         | 8                          | 6                          | 0                          | 2                          | 29                         | 11                         |                            |
| 2020                       | Champion                   | 1er                        | 8                          | 6                          | 2                          | 0                          | 35                         | 13                         |                            |
| 2024                       | Quart de finale            | 5e                         | 5                          | 4                          | 1                          | 0                          | 15                         | 7                          |                            |
| Total                      | Meilleur: Champion         | 16/25                      | 87                         | 40                         | 13                         | 34                         | 189                        | 170                        |                            |

### Coupe du monde
| Record en Coupe du monde | Record en Coupe du monde    | Record en Coupe du monde | Record en Coupe du monde | Record en Coupe du monde | Record en Coupe du monde | Record en Coupe du monde | Record en Coupe du monde | Record en Coupe du monde | Record en Coupe du monde |
| Année                    | Tour                        | Position                 | J                        | V                        | N*                       | D                        | BP                       | BC                       |                          |
| ------------------------ | --------------------------- | ------------------------ | ------------------------ | ------------------------ | ------------------------ | ------------------------ | ------------------------ | ------------------------ | ------------------------ |
| 1971                     | N'a pas participé           | N'a pas participé        | N'a pas participé        | N'a pas participé        | N'a pas participé        | N'a pas participé        | N'a pas participé        | N'a pas participé        |                          |
| 1973                     | Phase de groupes            | 8e                       | 5                        | 2                        | 0                        | 3                        | 8                        | 12                       |                          |
| 1975                     | N'a pas participé           | N'a pas participé        | N'a pas participé        | N'a pas participé        | N'a pas participé        | N'a pas participé        | N'a pas participé        | N'a pas participé        |                          |
| 1978                     | Phase de groupes            | 14e                      | 6                        | 1                        | 2                        | 3                        | 12                       | 18                       |                          |
| 1982 jusqu'à 1990        | N'a pas participé           | N'a pas participé        | N'a pas participé        | N'a pas participé        | N'a pas participé        | N'a pas participé        | N'a pas participé        | N'a pas participé        |                          |
| 1994                     | Phase de groupes            | 11e                      | 5                        | 0                        | 1                        | 4                        | 6                        | 26                       |                          |
| 1998                     | Ne s'est pas qualifiée      | Ne s'est pas qualifiée   | Ne s'est pas qualifiée   | Ne s'est pas qualifiée   | Ne s'est pas qualifiée   | Ne s'est pas qualifiée   | Ne s'est pas qualifiée   | Ne s'est pas qualifiée   |                          |
| 2002                     | Phase de groupes            | 14e                      | 7                        | 0                        | 0                        | 7                        | 7                        | 23                       |                          |
| 2006 et 2010             | Ne s'est pas qualifiée      | Ne s'est pas qualifiée   | Ne s'est pas qualifiée   | Ne s'est pas qualifiée   | Ne s'est pas qualifiée   | Ne s'est pas qualifiée   | Ne s'est pas qualifiée   | Ne s'est pas qualifiée   |                          |
| 2014                     | Match pour les 5e-6e places | 5e                       | 6                        | 4                        | 0                        | 2                        | 21                       | 13                       |                          |
| 2018                     | Champion                    | 1er                      | 7                        | 5                        | 2                        | 0                        | 22                       | 5                        |                          |
| 2023                     | Vice-champion               | 2e                       | 6                        | 3                        | 3                        | 0                        | 21                       | 8                        |                          |
| 2026                     | Qualifiée                   | Qualifiée                | Qualifiée                | Qualifiée                | Qualifiée                | Qualifiée                | Qualifiée                | Qualifiée                |                          |
| Total                    | Meilleur: Champion          | 8/16                     | 42                       | 15                       | 8                        | 19                       | 97                       | 105                      |                          |

### Championnat d'Europe
| Record en Championnat d'Europe | Record en Championnat d'Europe | Record en Championnat d'Europe | Record en Championnat d'Europe | Record en Championnat d'Europe | Record en Championnat d'Europe | Record en Championnat d'Europe | Record en Championnat d'Europe | Record en Championnat d'Europe | Record en Championnat d'Europe |
| Année                          | Tour                           | Position                       | J                              | V                              | N*                             | D                              | BP                             | BC                             |                                |
| ------------------------------ | ------------------------------ | ------------------------------ | ------------------------------ | ------------------------------ | ------------------------------ | ------------------------------ | ------------------------------ | ------------------------------ | ------------------------------ |
| 1970                           | Deuxième tour                  | 5e                             | 7                              | 6                              | 0                              | 1                              | 18                             | 7                              |                                |
| 1974                           | Phase de groupes               | 10e                            | 6                              | 2                              | 1                              | 3                              | 7                              | 9                              |                                |
| 1978                           | N'a pas participé              | N'a pas participé              | N'a pas participé              | N'a pas participé              | N'a pas participé              | N'a pas participé              | N'a pas participé              | N'a pas participé              |                                |
| 1983                           | Phase de groupes               | 8e                             | 7                              | 2                              | 1                              | 4                              | 8                              | 17                             |                                |
| 1987                           | Phase de groupes               | 10e                            | 7                              | 1                              | 3                              | 3                              | 14                             | 21                             |                                |
| 1991                           | Phase de groupes               | 9e                             | 7                              | 4                              | 0                              | 3                              | 14                             | 17                             |                                |
| 1995                           | Quatrième                      | 4e                             | 7                              | 3                              | 2                              | 2                              | 12                             | 8                              |                                |
| 1999                           | Quatrième                      | 4e                             | 7                              | 4                              | 0                              | 3                              | 19                             | 28                             |                                |
| 2003                           | Phase de groupes               | 6e                             | 7                              | 2                              | 2                              | 3                              | 21                             | 21                             |                                |
| 2005                           | Quatrième                      | 4e                             | 5                              | 1                              | 1                              | 3                              | 6                              | 20                             |                                |
| 2007                           | Troisième                      | 3e                             | 5                              | 2                              | 2                              | 1                              | 16                             | 14                             |                                |
| 2009                           | Phase de groupes               | 5e                             | 5                              | 3                              | 0                              | 2                              | 22                             | 11                             |                                |
| 2011                           | Quatrième                      | 4e                             | 5                              | 2                              | 0                              | 3                              | 14                             | 12                             |                                |
| 2013                           | Vice-champion                  | 2e                             | 5                              | 3                              | 1                              | 1                              | 12                             | 6                              |                                |
| 2015                           | Phase de groupes               | 5e                             | 5                              | 3                              | 1                              | 1                              | 20                             | 13                             |                                |
| 2017                           | Vice-champion                  | 2e                             | 5                              | 2                              | 1                              | 2                              | 13                             | 9                              |                                |
| 2019                           | Champion                       | 1er                            | 5                              | 5                              | 0                              | 0                              | 22                             | 2                              |                                |
| 2021                           | Troisième                      | 3e                             | 5                              | 3                              | 1                              | 1                              | 19                             | 10                             |                                |
| 2023                           | Troisième                      | 3e                             | 5                              | 4                              | 0                              | 1                              | 17                             | 8                              |                                |
| Total                          | Meilleur: Champion             | 18/19                          | 105                            | 52                             | 16                             | 37                             | 274                            | 233                            |                                |

### Ligue professionnelle
| Record en Ligue professionnelle | Record en Ligue professionnelle | Record en Ligue professionnelle | Record en Ligue professionnelle | Record en Ligue professionnelle | Record en Ligue professionnelle | Record en Ligue professionnelle | Record en Ligue professionnelle | Record en Ligue professionnelle | Record en Ligue professionnelle |
| Année                           | Tour                            | Position                        | J                               | V                               | N*                              | D                               | BP                              | BC                              |                                 |
| ------------------------------- | ------------------------------- | ------------------------------- | ------------------------------- | ------------------------------- | ------------------------------- | ------------------------------- | ------------------------------- | ------------------------------- | ------------------------------- |
| 2019                            | Vice-champion                   | 2e                              | 16                              | 9                               | 3                               | 4                               | 57                              | 33                              |                                 |
| 2020-2021                       | Champion                        | 1er                             | 14                              | 9                               | 3                               | 2                               | 40                              | 26                              |                                 |
| 2021-2022                       | Vice-champion                   | 2e                              | 16                              | 10                              | 4                               | 2                               | 52                              | 25                              |                                 |
| 2022-2023                       | Troisième                       | 3e                              | 16                              | 10                              | 0                               | 6                               | 42                              | 37                              |                                 |
| 2023-2024                       | Cinquième                       | 5e                              | 16                              | 7                               | 2                               | 7                               | 41                              | 39                              |                                 |
| 2024-2025                       | Vice-champion                   | 2e                              | 16                              | 8                               | 4                               | 4                               | 53                              | 39                              |                                 |
| Total                           | Meilleur: Champion              | 6/6                             | 86                              | 49                              | 15                              | 22                              | 255                             | 177                             |                                 |

### Ligue mondiale (défunt)
| Record en Ligue mondiale | Record en Ligue mondiale | Record en Ligue mondiale | Record en Ligue mondiale | Record en Ligue mondiale | Record en Ligue mondiale | Record en Ligue mondiale | Record en Ligue mondiale | Record en Ligue mondiale | Record en Ligue mondiale |
| Année                    | Position                 | Tour                     | J                        | V                        | N*                       | D                        | BP                       | BC                       |                          |
| ------------------------ | ------------------------ | ------------------------ | ------------------------ | ------------------------ | ------------------------ | ------------------------ | ------------------------ | ------------------------ | ------------------------ |
| 2012-2013                | 5e                       | Deuxième tour            | 5                        | 5                        | 0                        | 0                        | 44                       | 6                        |                          |
| 2012-2013                | 5e                       | Demi-finales             | 6                        | 4                        | 2                        | 0                        | 18                       | 9                        |                          |
| 2012-2013                | 5e                       | Finale                   | 6                        | 1                        | 2                        | 3                        | 9                        | 10                       |                          |
| 2014-2015                | Vice-champion            | Demi-finales             | 7                        | 5                        | 1                        | 1                        | 21                       | 8                        |                          |
| 2014-2015                | Vice-champion            | Finale                   | 6                        | 3                        | 1                        | 2                        | 14                       | 9                        |                          |
| 2016-2017                | 5e                       | Demi-finales             | 7                        | 6                        | 0                        | 1                        | 37                       | 8                        |                          |
| 2016-2017                | 5e                       | Finale                   | 5                        | 4                        | 1                        | 0                        | 15                       | 5                        |                          |
| Total                    | Meilleur: Vice-champion  | 3/3                      | 42                       | 28                       | 7                        | 7                        | 158                      | 55                       |                          |

### Champions Trophy (défunt)
| Record en Champions Trophy | Record en Champions Trophy | Record en Champions Trophy | Record en Champions Trophy | Record en Champions Trophy | Record en Champions Trophy | Record en Champions Trophy | Record en Champions Trophy | Record en Champions Trophy | Record en Champions Trophy |
| Année                      | Tour                       | Position                   | J                          | V                          | N*                         | D                          | BP                         | BC                         |                            |
| -------------------------- | -------------------------- | -------------------------- | -------------------------- | -------------------------- | -------------------------- | -------------------------- | -------------------------- | -------------------------- | -------------------------- |
| 1978 jusqu'à 2011          | N'a pas participé          | N'a pas participé          | N'a pas participé          | N'a pas participé          | N'a pas participé          | N'a pas participé          | N'a pas participé          | N'a pas participé          |                            |
| 2012                       | Deuxième tour              | 5e                         | 6                          | 2                          | 0                          | 4                          | 15                         | 16                         |                            |
| 2014                       | Deuxième tour              | 8e                         | 6                          | 1                          | 3                          | 2                          | 13                         | 15                         |                            |
| 2016                       | Deuxième tour              | 5e                         | 6                          | 2                          | 2                          | 2                          | 13                         | 15                         |                            |
| 2018                       | Deuxième tour              | 5e                         | 6                          | 1                          | 4                          | 1                          | 12                         | 15                         |                            |
| Total                      | Meilleur: Cinquième        | 4/37                       | 24                         | 6                          | 9                          | 9                          | 53                         | 61                         |                            |

### Champions Challenge (défunt)
| Record en Champions Challenge | Record en Champions Challenge | Record en Champions Challenge | Record en Champions Challenge | Record en Champions Challenge | Record en Champions Challenge | Record en Champions Challenge | Record en Champions Challenge | Record en Champions Challenge | Record en Champions Challenge |
| Année                         | Tour                          | Position                      | J                             | V                             | N*                            | D                             | BP                            | BC                            |                               |
| ----------------------------- | ----------------------------- | ----------------------------- | ----------------------------- | ----------------------------- | ----------------------------- | ----------------------------- | ----------------------------- | ----------------------------- | ----------------------------- |
| 2001                          | Match pour les 5e-6e place    | 6e                            | 6                             | 0                             | 0                             | 6                             | 6                             | 18                            |                               |
| 2003                          | N'a pas participé             | N'a pas participé             | N'a pas participé             | N'a pas participé             | N'a pas participé             | N'a pas participé             | N'a pas participé             | N'a pas participé             |                               |
| 2005                          | Troisième                     | 3e                            | 6                             | 3                             | 2                             | 1                             | 26                            | 17                            |                               |
| 2007                          | Match pour les 5e-6e place    | 6e                            | 6                             | 1                             | 1                             | 4                             | 13                            | 21                            |                               |
| 2009                          | Match pour les 7e-8e place    | 7e                            | 5                             | 2                             | 0                             | 3                             | 13                            | 9                             |                               |
| 2011                          | Champion                      | 1er                           | 6                             | 4                             | 2                             | 0                             | 22                            | 12                            |                               |
| 2012 jusqu'à 2014             | N'a pas participé             | N'a pas participé             | N'a pas participé             | N'a pas participé             | N'a pas participé             | N'a pas participé             | N'a pas participé             | N'a pas participé             |                               |
| Total                         | Meilleur: Champion            | 5/8                           | 29                            | 10                            | 5                             | 14                            | 80                            | 77                            |                               |

- Les matchs nuls comprennent les matchs décidés aux tirs au but.

## Effectif actuel
Les 18 joueurs suivants ont été nommés le 23 juin 2025 pour le Championnat d'Europe du 8 au 17 août 2025 à Mönchengladbach en Allemagne.

### Appelés récemment
Les joueurs suivants ne font pas partie du dernier groupe appelé mais ont été retenus en équipe nationale lors des douze derniers mois.
Les joueurs qui comportent le signe  sont blessés au moment de la dernière convocation.
Les joueurs qui comportent le signe  sont suspendus au moment de la dernière convocation.
| Pos. | Nom               | Date de Naissance | Sél. | Buts | Club                        | Depuis | Dernier appel                 |
| ---- | ----------------- | ----------------- | ---- | ---- | --------------------------- | ------ | ----------------------------- |
| M    | Victor Foubert    | 12 octobre 2002   | 11   | 0    | KHC Dragons                 | 2024   | vs Angleterre, 29 juin 2025   |
| D    | Olivier Biekens   | 28 juillet 1999   | 20   | 0    | Braxgata HC                 | 2019   | vs Inde, 22 juin 2025         |
| A    | William Ghislain  | 28 juillet 1999   | 49   | 9    | Waterloo Ducks HC           | 2017   | vs Inde, 22 juin 2025         |
| M    | Tobias Biekens    | 2 janvier 2001    | 23   | 0    | Braxgata HC                 | 2019   | vs Inde, 22 juin 2025         |
| D    | Hugo Labouchère   | 7 février 2004    | 7    | 1    | Royal Orée THB              | 2025   | vs Inde, 22 juin 2025         |
| D    | Louis de Backer   | 27 février 2002   | 2    | 0    | Royal Léopold Club          | 2025   | vs Espagne, 17 juin 2025      |
| D    | Gauthier Boccard  | 26 août 1991      | 310  | 26   | Royal Léopold Club          | 2012   | vs Australie, 24 février 2025 |
| G    | Vincent Vanasch   | 21 décembre 1987  | 288  | 0    | Royal Orée THB              | 2008   | vs Espagne, 4 août 2024       |
| A    | Cédric Charlier   | 27 novembre 1987  | 381  | 116  | Royal Racing Club Bruxelles | 2008   | vs Espagne, 4 août 2024       |
| A    | Florent van Aubel | 25 octobre 1991   | 301  | 119  | Pinoké                      | 2012   | vs Espagne, 4 août 2024       |
| M    | John-John Dohmen  | 24 janvier 1988   | 481  | 63   | Royal Orée THB              | 2005   | vs Espagne, 4 août 2024       |
| M    | Félix Denayer     | 31 janvier 1990   | 402  | 48   | KHC Dragons                 | 2008   | vs Espagne, 4 août 2024       |
| D    | Loïck Luypaert    | 19 août 1991      | 315  | 100  | Braxgata HC                 | 2012   | vs Espagne, 4 août 2024       |